# Giuseppe Cavanna
Giuseppe Cavanna (Vercelli, 18 novembre 1905 – Vercelli, 3 novembre 1976) è stato un calciatore italiano, di ruolo portiere, campione del mondo nel 1934.

## Carriera

### Giocatore

#### Club
Zio di Silvio Piola, fu un prodotto del fertile vivaio della Vercellesi Erranti; al termine della Seconda Divisione 1923-1924 passò al Pro Vercelli con cui esordì in campionato nel 1925 in quelle che furono le più recenti stagioni dei piemontesi in massima divisione e di cui fu considerato uno dei migliori giocatori.
Militò successivamente nel Napoli, difendendo la porta della squadra azzurra tra le stagioni 1929-1930 e 1934-1935, nel primo periodo positivo della storia dei campani, guadagnandosi dai tifosi il soprannome di "Giaguaro": alla sua prima stagione, quella del 1929-1930 segnata dalla prematura morte del presidente Giorgio Ascarelli, la squadra si piazzò quinta per migliorarsi poi ottenendo due terzi posti in Serie A nelle stagioni 1932-1933 e 1933-1934, risultati che costituirono il miglior piazzamento dei partenopei sino al secondo posto nel campionato 1967-1968.
Dopo un'esperienza al Benevento, in Serie C, fece ritorno a Vercelli, giocandovi in Serie B un totale di 40 partite.
Durante la stagione 1945-46 disputò 4 partite in Serie C difendendo la porta della Forza e Coraggio di Avezzano di cui era allenatore.

#### Nazionale
Malgrado sei presenze in Nazionale B, non esordì mai in Nazionale maggiore; tuttavia fu convocato da Vittorio Pozzo, nel 1934, come secondo portiere al vittorioso Mondiale italiano, diventando il primo giocatore del Napoli a laurearsi Campione del mondo, in un periodo in cui la concorrenza per il ruolo era costituita da giocatori come Gianpiero Combi, capitano degli azzurri, Guido Masetti ed il "Leone di Highbury" Carlo Ceresoli, che non poté partecipare ai mondiali a causa di infortunio.

### Allenatore
Da allenatore guidò l'Avellino appena terminata l'esperienza a Napoli da giocatore. Successivamente il Benevento nella doppia veste di allenatore-giocatore, l'Audax di Cervinara, subito dopo la guerra la Forza e Coraggio di Avezzano in Serie C per due stagioni, e la Nocerina. Il 27 settembre 1955 raggiunse l'accordo per allenare l'U.R.S. La Chivasso nel campionato Piemontese di Promozione girone A arrivando al 4º posto; lasciò la panchina a fine stagione.
Nel campionato di Serie D 1961-1962 ha allenato la Trinese, venendo sostituito da Pietro Maffei.

## Note

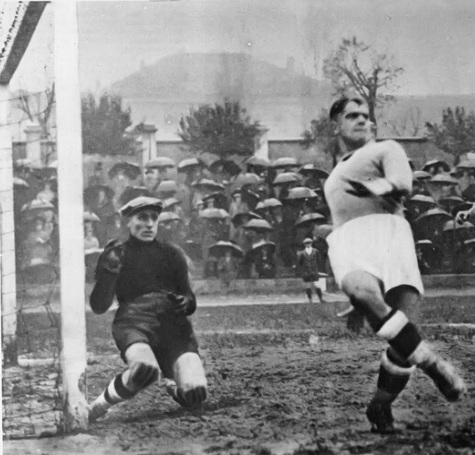
Giuseppe Cavanna (a sinistra) difende la porta del Napoli. Giovanni Vincenzi a destra.

## Palmarès

### Nazionale
- Campionato mondiale: 1

Italia 1934